# Celastrus punctatus
Celastrus punctatus är en benvedsväxtart som beskrevs av Carl Peter Thunberg och Andrew Dickson Murray.
Celastrus punctatus ingår i släktet Celastrus och familjen Celastraceae. Inga underarter finns listade i Catalogue of Life.